# Els rectors de l'asil d'ancians de Haarlem
Els rectors de l'asil d'ancians de Haarlem és un quadre de 1664 del pintor neerlandes Frans Hals, ubicat actualment al Museu Frans Hals de Haarlem, Holanda.
Representa el retrat d'un grup de cinc rectors i el seu servent pintat per l'Oude Mannenhuis a Haarlem, Holanda. Forma un conjunt amb Les regents de l'asil d'ancians de Haarlem del mateix pintor.
Tot i que ja no se sap quin nom correspon amb cada cara, els regents retratats eren Jonas de Jong, Mattheus everzwijn, el Dr. Cornelis Westerloo, Daniel Deinoot i Johannes Walles.
Frans Hals els va pintar en el seu "estil solt", amb pinzellades aspres. La pintura és datada el 1664, tot i que encara no s'han trobat evidències que ho confirmin. La data es va triar com al termini central en què els assistents van servir com a regents. Tot i que les pintures formen un conjunt, no es penjaven juntes, i és probable que cada una estigues penjada a la sala de reunions dels regents; el de les dames a la sala de reunions de les dames i el dels homes a la sala de reunions dels homes.

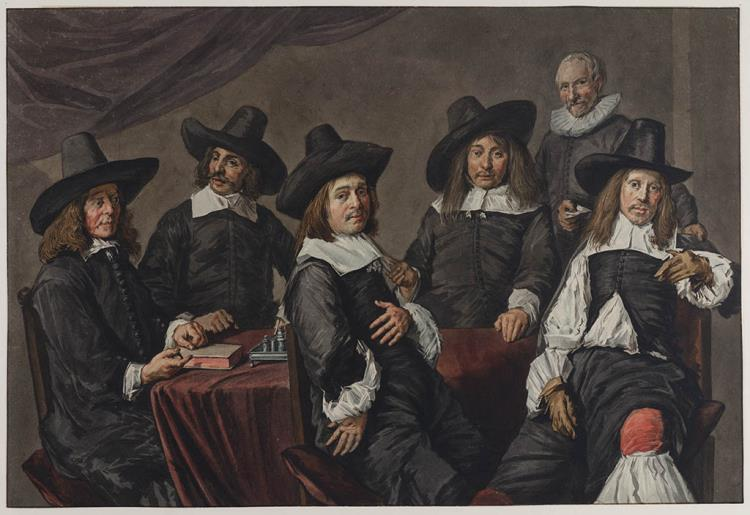
Cópia del feta per Wybrand Hendriks mostra com s'ha enfosquit la pintura al llarg dels anys

El segon personatge de peu per la dreta està sostenint un tros de paper. Ell és més vell i amb un collaret que estaria fora de moda per la dècada de 1660. Probablement és un servent o conserge valorat, però el seu nom s'ha perdut. Assegut al costat d'ell és un home que portava un barret d'ala ampla enfilat en un angle. La seva cara apareix distorsionada i alguns crítics consideraren que Hals havia perdut el seu toc, mentre que altres creien que l'home havia estat borratxo o sofert danys en els nervis a la meitat dreta del seu rostre, potser d'un vessament cerebral. En qualsevol cas, els regents mai es van queixar de la pintura, i és probable que estaven satisfets amb la comissió que li van donar a l'ancià Hals.
Al segle xix, quan pinzellada solta Hals 'es va convertir en popular entre els impressionistes, diverses còpies van ser fetes d'aquesta pintura. Una darrera còpia feta al segle xix mostra com les capes de vernís gairebé van fer desaparèixer la taula al llarg del temps.
Avui el quadre es troba al Museu Frans Hals, ubicat al mateix edifici per al qual va ser originalment encarregat (Oude Mannenhuis). El complex ha estat reconstruït i és irreconeixible, però la pintura ja no es penja en un lloc específic, sinó que es mou al voltant d'acord amb les diferents necessitats d'exposició.